# Soi-myeon
Soi-myeon (koreanska: 소이면) är en socken i kommunen Eumseong-gun i provinsen Norra Chungcheong i den centrala delen av Sydkorea, 100 km sydost om huvudstaden Seoul.